# Witold Rutkiewicz

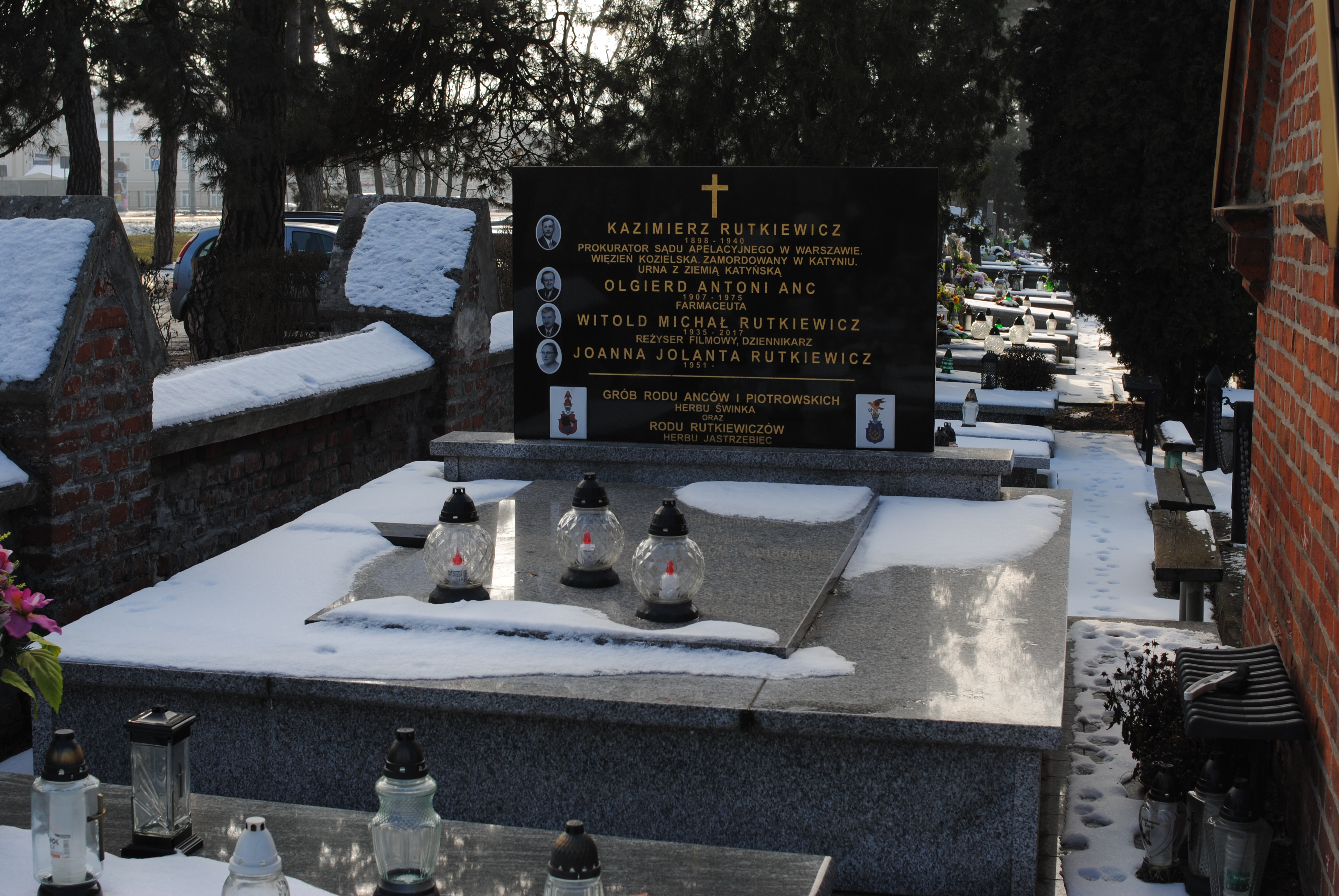
Grób Witolda Rutkiewicza na cmentarzu rzymskokatolickim w Kole

Witold Michał Rutkiewicz (ur. 15 kwietnia 1935, zm. 3 maja 2017) – polski reżyser i scenarzysta filmów dokumentalnych.
Syn Kazimierza Rutkiewicza, prokuratora, ofiary zbroni katyńskiej oraz Reginy z d. Anców.
Był autorem scenariusza do kilkunastu spektakli telewizyjnych, powstałych w latach 1969–1971, prezentujących poezję polską. Do jego najbardziej znanych filmów należy dokument pt. Kat z 1976 roku, opowiadający o przygotowaniach męskiej reprezentacji Polski w siatkówce do igrzysk olimpijskich w Montrealu w 1976 roku pod wodzą Huberta Wagnera. Był członkiem Stowarzyszenia Filmowców Polskich.
Został pochowany w grobie rodzinnym na cmentarzu rzymskokatolickim w Kole.

## Filmografia
- Skarbiec kultury na Jasnej Górze (1971) – reżyseria, scenariusz
- Chorał o Ziemi Rzeszowskiej (1971) – reżyseria
- Kat (1978) – reżyseria
- O coś więcej niż przetrwanie (1978) – obsada aktorska, kierownictwo literackie
- Ojciec chrzestny (1978) – reżyseria, scenariusz
- List gończy (1978) – reżyseria, scenariusz

## Nagrody
- 1972 – Złoty Ekran w kategorii: Programy edukacyjne za cykl "Fakty mówią"
- 1977 – Nagroda Główna Międzynarodowego Festiwalu Filmów Sportowych w Oberhausen za film pt. "Kat"
- 1978 – Złoty Ekran za film pt. "Kat"